# Arthur Bressan
Arthur Bressan (* 27. Mai 1943 in New York City; † 28. Juli 1987 ebenda) war ein US-amerikanischer Filmregisseur und Filmproduzent.

## Leben
Nach seiner Schulzeit begann Bressan in den 1970er Jahren in der US-amerikanischen schwulen Pornoindustrie als Filmregisseur und Filmproduzent tätig zu werden. Neben seinen Filmen in den 1970er und 1980ern produzierte er aber auch Filme wie Abuse und Dokumentationen wie Gay USA über die US-amerikanische Bürgerrechtsbewegung der Lesben und Schwulen in den 1970er. Sein letzter Film Buddies thematisierte als einer der ersten Filme weltweit das Thema Aids. Bressan starb am 28. Juli 1987 an den Folgen von Aids.

## Filmografie (Auswahl)
- 1974: Passing Strangers
- 1976: Forbidden Letters
- 1978: Gay USA (Dokumentation)
- 1983: Pleasure Beach
- 1983: Abuse
- 1984: Juice
- 1984: Daddy Dearest
- 1985: Buddies

## Preise und Auszeichnungen (Auswahl)
- 1984 Gay Producers Association Award, Bester Regisseur für Pleasure Beach (HIS Video)